# Trois Couples en quête d'orages
Pour plus de détails, voir Fiche technique et Distribution.
Trois Couples en quête d'orages est un film français réalisé par Jacques Otmezguine et sorti en 2005.

## Synopsis
Trois amis de longue date proche de la quarantaine, très soudés, vont subir plusieurs remises en question.

## Fiche technique
- Réalisation : Jacques Otmezguine
- Scénario : Jacques Otmezguine, d'après un roman de Lionel Duroy
- Photographie : Mário Barroso
- Musique : Stéphane Zidi
- Montage : Jean Dubreuil
- Production :  Mazel Productions, Carrere Group D.A.
- Pays de production :  France
- Genre : comédie dramatique[2]
- Durée : 105 minutes
- Date de sortie: 
  - France : 19 mars 2005 (Festival Mamers en mars) ; 27 avril 2005 (sortie nationale)

## Distribution
- Aurélien Recoing : Rémi
- Samuel Labarthe : Olivier
- Claire Nebout : Estelle
- Philippine Leroy-Beaulieu : Pascale
- Hippolyte Girardot : Jean-Xavier
- Laurence Côte : Marianne
- Clotilde de Bayser : Claire
- Delphine Rollin : Stéphanie
- Steve Suissa : Cances
- Katia Tchenko : Hélène, la secrétaire
- Frankie Wallach : Gwenaëlle